# John H. Mitchell

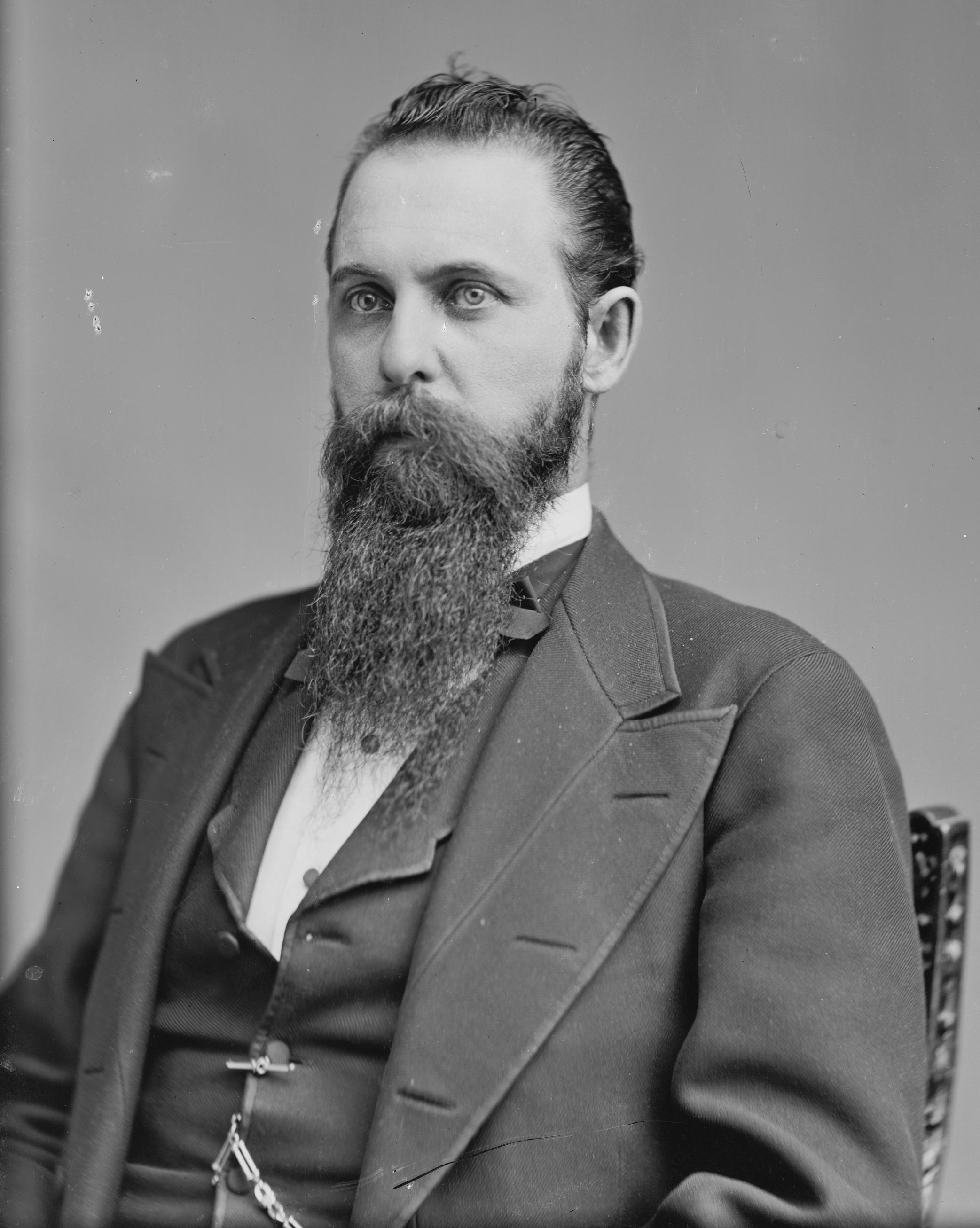
John H. Mitchell

John Hipple Mitchell, född John Mitchell Hipple 22 juni 1835 i Washington County, Pennsylvania, död 8 december 1905 i Portland, Oregon, var en amerikansk republikansk politiker. Han representerade delstaten Oregon i USA:s senat 1873–1879, 1885–1897 och från 1901 fram till sin död.
John Mitchell Hipple arbetade som lärare i Pennsylvania och gifte sig med en 15-årig elev. Han studerade juridik och inledde 1857 sin karriär som advokat. Han flyttade till Kalifornien och 1860 vidare till Oregon. Han tog namnet John Hipple Mitchell i bruk i samband med att han öppnade sin advokatpraktik i Portland. Han hade lämnat sin familj i Pennsylvania och älskarinnan i Kalifornien. Han undervisade under fyra års tid i rättsmedicin vid Willamette University.
Mitchell efterträdde 1873 Henry W. Corbett som senator för Oregon. I samband med valet till senaten genomgick han ett officiellt namnbyte till det namn han redan hade använt sedan år 1860. Motståndarna till Mitchell försökte att förhindra honom att tillträda sitt ämbete som senator på två grunder. För det första att han hade uppträtt under ett alias, för det andra anklagades han för bigami i och med att han hade gift om sig i Oregon, medan han officiellt ännu var gift med sin första hustru. Senaten lät honom tillträda sitt ämbete. Anklagelserna förkastades, inte för att de skulle ha varit falska, utan för att de ansågs irrelevanta med tanke på ogiltigförklarandet av valet till senaten.
Mitchell ställde upp för omval efter en mandatperiod i senaten. Han besegrades av James H. Slater. Han tillträdde sedan på nytt som senator år 1885. Mitchells tal i samband med debatten om invandringen från Kina publicerades 1886 i bokform under titeln Abrogation of Treaties with China, and Absolute Prohibition of Chinese Immigration. Han diskuterar för- och nackdelarna i det föreslagna totalförbudet mot invandringen från Kina. Han omvaldes 1891. Mitchells mandatperiod löpte ut år 1897 men delstatens lagstiftande församling kunde inte enas om en efterträdare åt honom. Utnamningen av Henry W. Corbett godkändes inte och mandatet förblev vakant till 1898 då Joseph Simon tillträdde som senator.
Mitchell efterträdde sedan 1901 George W. McBride som senator i klass 2. Han var en av de åtalade i markskandalen (Oregon land fraud scandal) år 1905. Mitchell och kongressledamöterna John N. Williamson samt Binger Hermann anklagades för att ha utövat sitt politiska inflytande så att deras klienter fick markområden. Hermann frikändes, medan Mitchell och Williamson dömdes i en lägre rättsinstans. Mitchell behöll tills vidare sitt mandat i senaten, medan han och Williamson överklagade domslutet. Rättsprocessen avslutades för Mitchells del då han 1905 avled i ämbetet och efterträddes som senator av John M. Gearin. Processen att avsätta Mitchell hade initierats men senaten hade inte tagit ställning i frågan. John N. Williamson fick år 1908 sin dom upphävd i USA:s högsta domstol.